# اضطراب بالا
اضطراب بالا (به انگلیسی: High Anxiety) فیلمی محصول سال ۱۹۷۷ و به کارگردانی مل بروکس است. در این فیلم بازیگرانی همچون مل بروکس، مدلین کان، کلوریس لیچمن، هاروی کورمن، دیک وان پاتن، ران کاری، هاوارد موریس، جک رایلی، چارلی کالاس و بری لوینسون ایفای نقش کرده‌اند.